# Pasquale Romano (autore televisivo)
Pasquale Romano (Ottaviano, 15 marzo 1966) è un autore televisivo e produttore televisivo italiano. È il “dottore” di Affari tuoi.

## Biografia
Laureato in Filosofia con una tesi sulla paradossalità della comunicazione in Emmanuel Lévinas, svolse un dottorato di ricerca in Filosofia morale all’Università di Urbino. Già collaboratore della rubrica del Tg2 Gulliver, nel 1993 passa a Fininvest (poi diventata Mediaset) dove è autore dei programmi Sarà vero?, Complotto di famiglia, Casa Castagna e Stranamore, tutti condotti da Alberto Castagna, all'epoca suo cognato. Nel 2002 è autore del reality show musicale di Italia 1 Operazione Trionfo, condotto da Miguel Bosé.
Tornato a lavorare per la Rai, dal 2001 è ideatore e autore de I raccomandati, condotto da Carlo Conti, poi dal 2003 è autore di Affari tuoi su Rai 1, dove diventa celebre anche al pubblico in quanto è "il dottore" che al telefono interloquisce con il conduttore e fa le offerte ai concorrenti (tale ruolo va avanti fino al 2008, poi - dopo diversi anni di stop torna a ricoprirlo - dal 2020). Ma prosegue anche la collaborazione con Mediaset, nel 2004 è infatti ideatore di Bisturi! Nessuno è perfetto su Italia 1.
Per anni, oltre ad Affari Tuoi, è stato l’autore degli access prime time di Rai 1 (i soliti ignoti, La Botola, Tutto per Tutto) 
Diventato anche produttore televisivo, dal 2010 è responsabile di Toro Produzioni (società del gruppo Sony Pictures Television, creata con Marco Tombolini). Tramite essa produce, fra le altre, le trasmissioni  The Voice (Rai 2) Attenti a quei due - La sfida (su Rai 1), I love Italy (su Rai 2), Il più grande pasticcere (Rai 2) e The winner is... (Canale 5).
È stato fra gli autori del Festival di Sanremo 2020 con Paolo Biamonte, Barbara Cappi, Martino Clericetti, Ludovico Gullifa, Massimo Martelli, Max Novaresi, Sergio Rubino e Ivana Sabatini.

### Vita privata
È fratello di Maria Concetta Romano, detta Pucci, dermatologa ed ex moglie del conduttore televisivo Alberto Castagna.
Il 14 settembre 2013 si sposa presso la chiesa di San Lorenzo in Lucina a Roma con Greta Lomaglio, di 26 anni più giovane di lui.
Ha due figli di nome Bianca e Luca